# Клевенский, Михаил Сергеевич
Михаил Сергеевич Клевенский (1904—1954) — один из руководителей обороны Лиепаи, контр-адмирал (1951).

## Биография
Родился в русской семье. В РККФ с 1924 года, член ВКП(б) с 1930 года.
После окончания Военно-Морского училища имени Фрунзе в 1927 году, корабельный курсант линкора «Октябрьская революция». С ноября 1927 года — вахтенный начальник мониторов «Сунь Ятсен» и «Красный Восток» с июня по сентябрь 1928 года. В сентябре 1928 года назначен командиром роты учебного батальона, а в феврале 1929 года вахтенным начальником и заведующим хозяйством сторожевого корабля «Воровский». С февраля 1930 года — флагсекретарь дивизиона мониторов, а с мая 1930 года — исполняющий должность командира тральщика-минного заградителя «№ 1» Дальневосточной военной флотилии.
В мае 1933 года с отличием окончил военно-морской факультет ВМА имени Ворошилова. В августе 1933 года стал помощником командира строящейся подводной лодки «Щ-112», а в ноябре 1933 года принял под своё командование строящуюся «Щ-113». В мае 1937 года стал командиром подводной лодки «Л-13».
С марта 1938 года — начальник 1-го (оперативного) отдела штаба тихоокеанского флота. В ноябре 1939 года назначен начальником штаба Кронштадтской военно-морской базы, а затем, в январе 1940 года назначен начальником штаба Либавской военно-морской базы. В мае-июне 1941 исполнял должность командира базы, где и встретил начало Великой Отечественной войны.
После оставления Либавы начальник штаба Прибалтийской ВМБ (в городе Хапсаль) и помощник по морской части командующего обороной островов Эзель и Даго. 10 июля 1941 года назначен 2-м заместителем начальника штаба КБФ, но вскоре арестован и привлечён к суду «за действия способствовавших оставлению пунктов, которыми командовал». Осуждён к лишению свободы на 8 лет, с отсрочкой приведения приговора в исполнение до окончания военных действий.
В августе 1941 года назначен командиром дивизиона боевых катеров «Малый охотник». 11 сентября 1941 года указом Президиума Верховного Совета СССР амнистирован со снятием судимости.
В октябре 1941 года назначен командиром охраны водного района Ладожской военной флотилии. Обеспечивал перевозки и эвакуацию населения из блокадного Ленинграда. В феврале 1942 года назначен заместителем начальника штаба, начальником 2-го отдела (боевая подготовка), а с сентября 1942 года — помощником начальника штаба Северной Тихоокеанской флотилии.
В ноябре 1943 года переведён на Северный флот. До марта 1944 года командир дивизиона истребителей подводных лодок, затем командир дивизиона сторожевых кораблей. За успешное выполнение десантной операции, что способствовало разгрому противника и взятием города Печенга, отмечен приказом Верховного Главнокомандования. В октябре 1944 года назначен командиром Печенгской ВМБ. Руководил высадками десантов на побережья заливов Суоло-Вуоно и Арес-Вуоно в октябре 1944 — феврале 1945 года. В апреле 1945 года назначен начальником штаба ВМБ Пиллау. С июня 1945 года — начальник 7-го отдела (планирование развития флота) Оперативного управления Главного Морского штаба.
С августа 1947 года — командир Зея-Бурейской военно-морской базы Амурской Краснознамённой военной флотилии. В ноябре 1949 года назначен начальником оперативного отделения морского отдела Управления ВМС главнокомандующего на Дальнем Востоке. С мая 1950 года — заместитель начальника флота по организационным вопросам, одновременно (с апреля 1951) начальник Организационного управления и заместитель начальника штаба флота, затем помощник командующего 5-го ВМФ (Тихоокеанского флота) по строевой части. Единственный советский адмирал, принявший смерть на борту боевого корабля. Похоронен на Ваганьковском кладбище в Москве.

## Звания
- капитан-лейтенант;
- капитан 1-го ранга;
- контр-адмирал (3 ноября 1951).

## Награды
Награждён орденом Ленина (1950), двумя орденами Красного Знамени (оба в 1944), орденом Отечественной войны I степени (1944), орденом Красной Звезды (1938), медалями.